# Wildfeld
Wildfeld är ett berg i Österrike.   Det ligger i distriktet Leoben och förbundslandet Steiermark, i den östra delen av landet, 140 km sydväst om huvudstaden Wien. Toppen på Wildfeld är 2 043 meter över havet, eller 486 meter över den omgivande terrängen. Bredden vid basen är 6,8 km.
Terrängen runt Wildfeld är kuperad västerut, men österut är den bergig. Närmaste större samhälle är Eisenerz, 6,7 km nordost om Wildfeld. 
I omgivningarna runt Wildfeld växer i huvudsak blandskog. Runt Wildfeld är det ganska tätbefolkat, med 60 invånare per kvadratkilometer.